# Lenca (Sprache)
Lenca ist eine zu den indigenen amerikanischen Sprachen zählende Sprache oder kleine Sprachfamilie, die in den zentralamerikanischen  Staaten Honduras und El Salvador von Angehörigen des indigenen Volkes der Lenca gesprochen wird oder wurde.
Der US-amerikanische Linguist Lyle Campbell kam in den 1970er Jahren zu dem Schluss, dass es sich eher um eine kleine Sprachfamilie aus zwei verschiedenen Einzelsprachen, dem Salvadorianischen Lenca in El Salvador und dem Honduranischen Lenca in Honduras, handele. Das Verbreitungsgebiet des Honduranischen Lenca liegt oder lag in den Departamentos Comayagua, Francisco Morazán, Intibucá, La Paz, Lempira, Santa Bárbara und Valle, das Salvadorianische Lenca war aus dem Orte Chilanga bekannt. In Honduras werden die Dialekte Serkin (Cerquín), Kare (Care), Lenka (Lenca) und Kolo (Colo) unterschieden, in El Salvador das Potón (Chilanga).
Laut Ethnologue ist die Sprache fast ausgestorben, die ca. 100.000 ethnischen Lenca in Honduras und die ca. 37.000 ethnischen Lenca in El Salvador sind größtenteils zum Spanischen übergegangen. Lyle Campbell berichtete in den 1970er Jahren, das Salvadorianische Lenca sei mit ziemlicher Gewissheit ausgestorben, den letzten Sprecher habe er 1970 kurz vor dessen Tode noch konsultieren können. Das Honduranische Lenca sei vermutlich auch ausgestorben oder nahe dem Aussterben; er habe im Jahre 1974 keinen Sprecher finden können, aufgrund der größeren Ausdehnung und schwereren Zugänglichkeit des Sprachgebietes des Honduranischen Lenca sei jedoch eine abschließende Aussage darüber noch nicht möglich.
Eine genetische Verwandtschaft des Lenca mit anderen Sprachen konnte bisher nicht nachgewiesen werden, daher wird es als isolierte Sprache bzw. selbständige kleine Sprachfamilie betrachtet. Es gibt Vermutungen, dass Lenca mit den Xinca-Sprachen verwandt sein könnte.
Der Code nach ISO 639-3 ist len.

## Phonologie

### Konsonanten
Das Honduranische Lenca hat nach Alan King elf Konsonantenphoneme:
|           | Bilabial | Dental | Alveolar | Palatal | Velar |
| --------- | -------- | ------ | -------- | ------- | ----- |
| Okklusiv  | p        | t      |          |         | k     |
| Frikativ  |          |        | s        | ʃ       |       |
| Nasal     | m        | n      |          |         |       |
| Lateral   |          |        | l        |         |       |
| Vibrant   |          |        | r        |         |       |
| Halbvokal | w        |        |          | j       |       |

Das Konsonanteninventar des Salvadorianischen Lenca unterscheidet sich von dem des Honduranischen Lenca vor allem dadurch, dass es nach King zu jedem Okklusiv und Frikativ einen ejektiven Konsonanten des gleichen Artikulationsorts hat.
|           | Bilabial | Dental | Alveolar | Palatal | Velar |
| --------- | -------- | ------ | -------- | ------- | ----- |
| Okklusiv  | p        | t      |          |         | k     |
| Ejektiv   | p'       | t'     | ts'      | tʃ'     | k'    |
| Frikativ  |          |        | s        | ʃ       | (x)   |
| Nasal     | m        | n      |          |         |       |
| Lateral   |          |        | l        |         |       |
| Vibrant   |          |        | r        |         |       |
| Halbvokal | w        |        |          | j       |       |

### Vokale
Sowohl das Honduranische als auch das Salvadorianische Lenca hat die fünf Vokale /i/, /e/, /a/, /o/ und /u/. Es gibt sechs Diphthonge (/ei/, /ai/, /ui/, /eu/, /au/ und /ou/).
|             | Vorderzungenvokal | Zentralvokal | Hinterzungenvokal |
| ----------- | ----------------- | ------------ | ----------------- |
| geschlossen | i                 |              | u                 |
| mittel      | e                 |              | o                 |
| offen       |                   | a            |                   |

## Nomina

### Personalpronomina
Personalpronomina können entweder als freie Personalpronomina oder als proklitische Personalpronomina gebraucht werden, die sich an ein darauffolgendes Wort anlehnen müssen. Die freien Personalpronomina sind in einem Satz nicht obligatorisch. Sie werden gewöhnlich am Satzanfang gebraucht. Deutlich häufiger als die freien Personalpronomina sind die klitischen Personalpronomina. Diese können sowohl den Possessor markieren, wobei sie sich an das Possessum anlehnen (z. B. u=tau 'mein Haus'), als auch das Objekt eines Verbs, in welchem Fall sie sich an das Verb anlehnen (z. B. u=iʃjem 'du siehst mich'). Semantisch kann das Objekt entweder ein Patiens als auch (bei ditransitiven Verben) ein Rezipient sein.
|     | Freie Personalpronomina | Klitische Personalpronomina |
| --- | ----------------------- | --------------------------- |
| 1SG | unan                    | u=                          |
| 2SG | amnan                   | am=                         |
| 3SG | inan                    | i=                          |
| 1PL | apinan                  | api=                        |
| 2PL | akinan                  | aki=                        |
| 3PL | alnan                   | al=                         |

Im Salvadorianischen Lenca gibt es zusätzlich sogenannte intensive Personalpronomina, die zur Emphase verwendet werden.
|     | Freie Personalpronomina | Intensive Personalpronomina | Klitische Personalpronomina |
| --- | ----------------------- | --------------------------- | --------------------------- |
| 1SG | unani                   | uno                         | u=                          |
| 2SG | manani                  | mano                        | ma=                         |
| 3SG | inani                   | ino                         | i=                          |
| 1PL | pinani                  | pino                        | pi=                         |
| 2PL | kinani                  | kino                        | ki=                         |
| 3PL | anani                   | ano                         | a=                          |

### Flagging
Flagging (d. h. Markierung mit Kasusaffixen / Adpositionen) erfolgt in den Lenca-Sprachen mithilfe von Postpositionen. Diese Postpositionen folgen direkt dem Nomen und sind nach Alan King Enklitika, lehnen sich also an das vorausgehende Nomen an (z. B. wará=num 'im Fluss' im Salvadorianischen Lenca). Die folgende Tabelle listet die häufigsten Postpositionen im Honduranischen Lenca.
| Postposition | Bedeutung      |
| ------------ | -------------- |
| =ap, ='p     | 'in, an, zu'   |
| =nam         | 'von...her'    |
| =man         | 'mit'          |
| =lan         | 'mit, durch'   |
| =wei         | 'für, an'      |
| =ne          | 'über (Thema)' |

Grammatische Numerus- und Genusunterscheidungen gibt es in den Lenca-Sprachen nicht.

## Lexikon
Die folgende Tabelle listet Beispielwörter im Honduranischen und Salvadorianischen Lenca aus der Swadesh-Liste. Die Wörter stammen von Alan King (2016, 2017).
| Honduranisches Lenca | Salvadorianisches Lenca | Bedeutung |
| -------------------- | ----------------------- | --------- |
| unan                 | unani                   | ich       |
| amnan                | manani                  | du        |
| apinan               | pinani                  | wir       |
| na                   |                         | dieses    |
| ana                  |                         | jenes     |
| kunan                | k'ula                   | wer?      |
| kar                  | kasa                    | was?      |
|                      | te                      | nicht     |
| mokta                |                         | alle      |
| ʃaman                | mawen                   | viele     |
| eta                  | pis                     | eins      |
| pe                   | pe                      | zwei      |
| puki                 | puka                    | groß      |
| kasi                 | kot'a                   | lang      |
| pori, ʃuntiska       | ts'iriʃki               | klein     |
|                      | sia                     | Frau      |
|                      | iʃko                    | Mann      |
|                      | iʃko                    | Person    |
|                      | ʃok'in                  | Fisch     |
|                      | ts'imts'im              | Vogel     |
| ʃui                  | ʃuʃu                    | Hund      |
|                      | tem                     | Laus      |